# Варін I (граф Оверні)
Варін або Гверін I (*Warin I бл. 760 — бл. 819) — граф Оверні у 818—819 роках, герцог Аквітанії у 800—819 роках, граф Шалону в 763—819 роках.

## Життєпис
Походив з роду Вержі. Був сином або онуком Адаларда (можливо, батька і діда звали однаково). Народився близько 760 року. У 763 році після смерті Адаларда, який загинув у війні з Вайфером Аквітанським, успадкував графство Шалон.
У 778 році одружився з донькою графа Оверні. У 800 року став герцогом при королі Людовику I. Втім, напевне, його повноваження дорівнювалися старовинній посаді дукса — військового очільник (помічника) правителя. У 814 році після призначення сина короля Піпіна намісником Аквітанії, а потім у 817 королем цієї держави, вплив Варіна Шалонського значно зріс.
У 818 році після смерті тестя отримав від франкського імператора Людовика I Благочестивого Овернське графство. Продовжив обіймати свої посади до самої смерті, яка сталася 819 року. Його старший син Варін отримав графство Оверні та увійшов до ради при Піпіні I, ставши разом з Беренгером Тулузьким головним службовцем короля.

## Родина
Дружина — Албана, донька Ітьє, графа Оверні.
Діти:
- Варін (д/н—853), граф Оверні Арля, Отена, Провансу, маркіз Бургундії
- Теодорік (д/н—883), граф Шалону
- Ірменгарда